# コズミック・ホラー

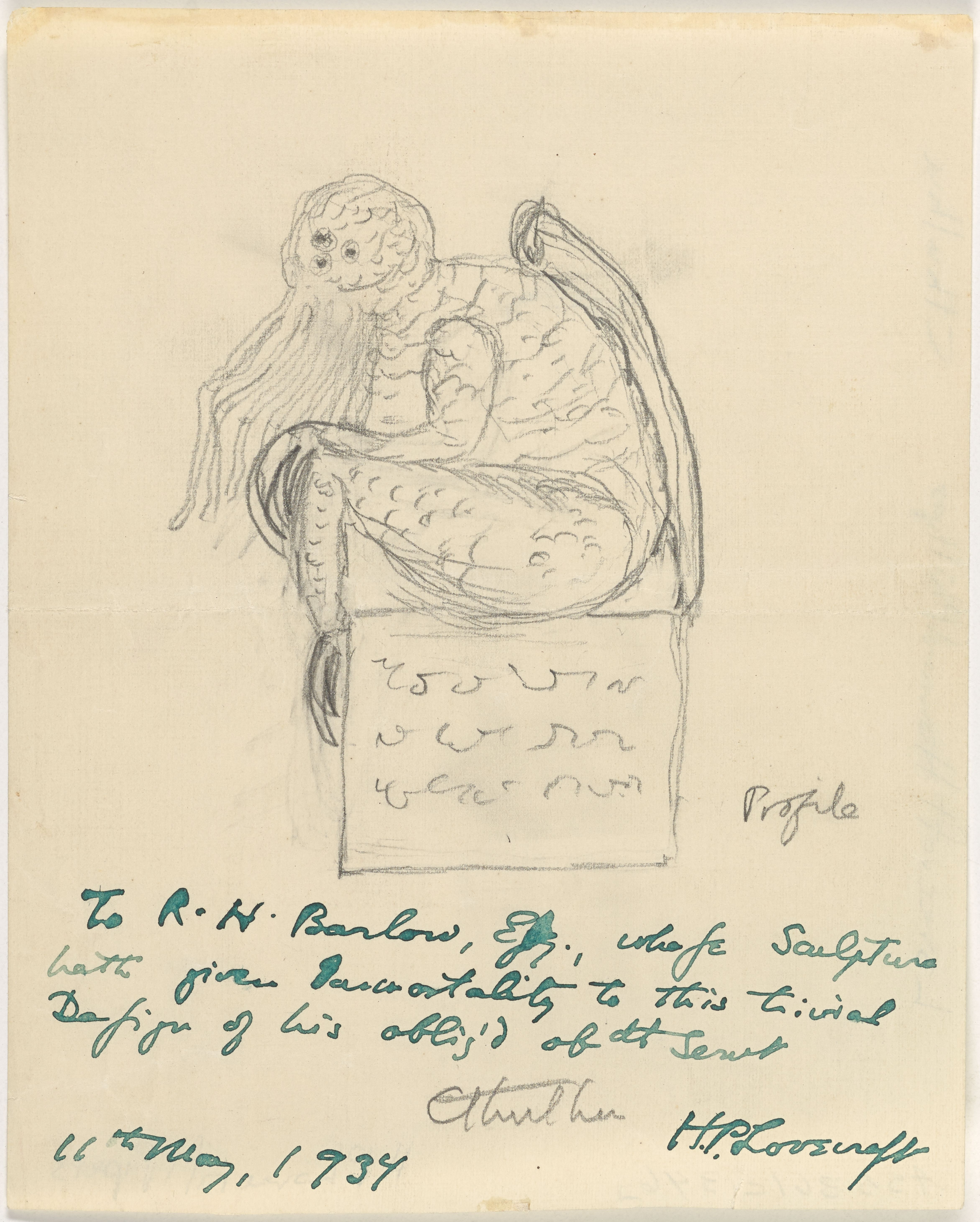
1928年にパルプ雑誌『Weird Tales』に掲載されたラヴクラフトの代表的な短編小説『クトゥルフの呼び声』に登場する中心的な宇宙存在、クトゥルフの1934年の絵

コズミック・ホラー（英語: cosmic horror、宇宙的恐怖）とは、クトゥルフ神話の生みの親であるハワード・フィリップス・ラヴクラフト（H. P. Lovecraft）が提唱した概念である。

## 概要
無機質な大宇宙や、超常的な存在と対峙した時の人間の恐怖や孤独感を意味する、ホラーの一ジャンルである。
ラブクラフト・ホラー（Lovecraftian horror）やエルドリッチ・ホラー（eldritch horror）とも呼ばれ、ホラー小説や怪奇小説のサブジャンルであり、スプラッタ表現やその他の衝撃的要素よりも、得体の知れないもの、理解できないものの恐ろしさを強調する。作品は、宇宙的な恐怖、禁じられた危険な知識、狂気、人類に対する非人間的な影響、宗教と迷信、運命と必然性、科学的発見に伴う危険性といったテーマを強調しており、これらは現在、サブジャンルとしてのラブクラフト・ホラーと関連付けられている。ラブクラフト・ホラーの宇宙的なテーマは、他のメディア、特にホラー映画、ホラーゲーム、コミックでも見られる。

## 起源

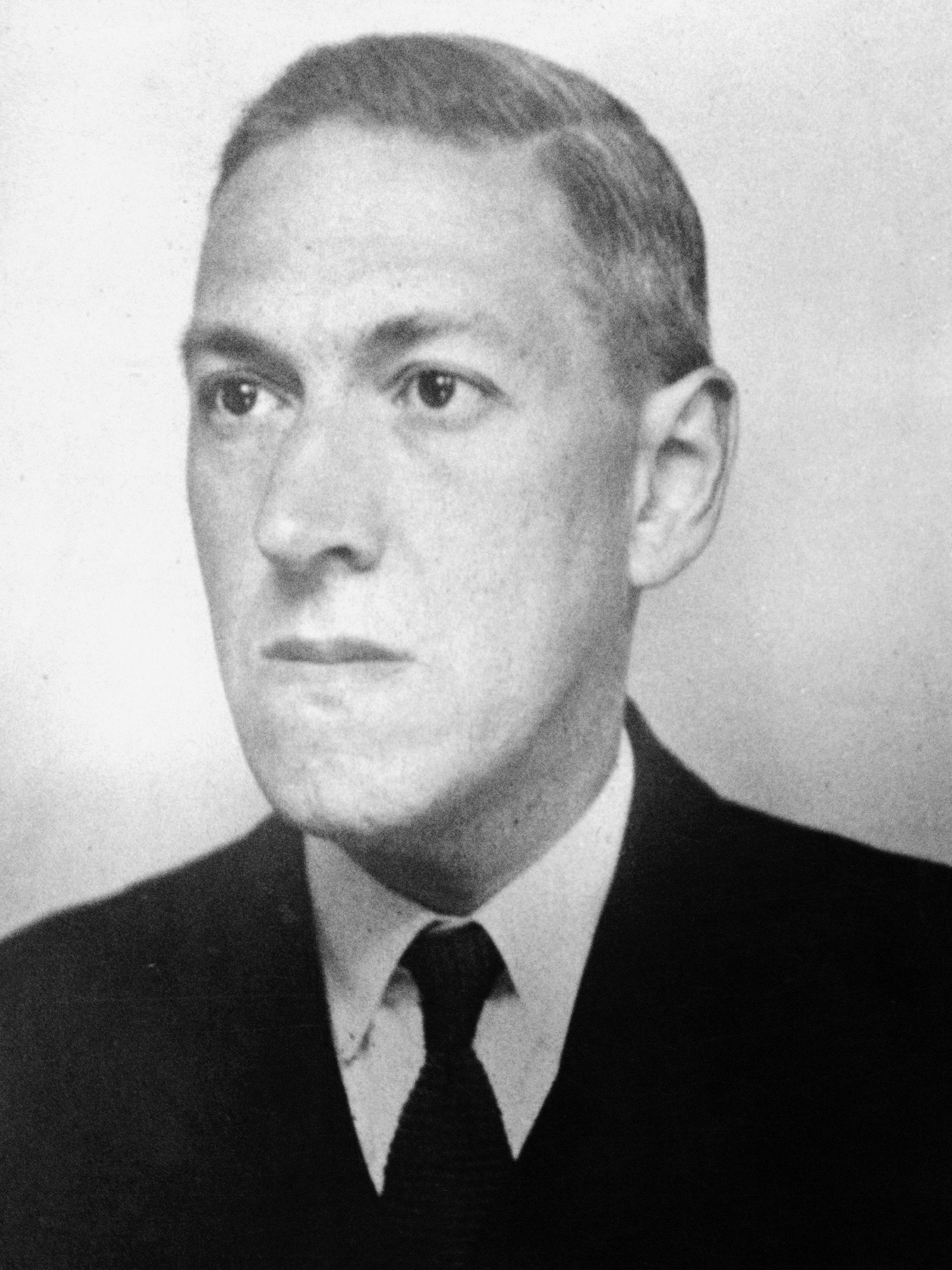
H. P. Lovecraft、1934年6月